# Olivier Leborgne (évêque)
Pour les articles homonymes, voir Olivier Leborgne.
Olivier Claude Philippe Marie Leborgne, né le 13 novembre 1963, est un prélat catholique français. Il est évêque d'Amiens de 2014 à 2020. Il est aussi le conseiller ecclésiastique de la Confédération nationale des associations familiales catholiques.
Il est évêque d’Arras, Boulogne et Saint-Omer, depuis le 4 septembre 2020.

## Biographie

### Jeunesse et études
Olivier Leborgne est né le 13 novembre 1963 à Nantes. Après avoir grandi dans les Yvelines, d’abord à Vaux-sur-Seine, Meulan et aux Mureaux, il devient scout dans l'association des guides et scouts d'Europe notamment au groupe de la 1re Aubergenville puis routier et chef d'équipe au clan de Saint-Germain. Il s'engage comme chef de troupe à la 1re Aubergenville en 1984. Ses études secondaires effectuées à Meulan, il entre à l'École supérieure de commerce de Rouen, qu'il quitte avant d'être diplômé afin d'entrer au séminaire. C'est en 1984 que le séminaire Saint-Sulpice d'Issy-les-Moulineaux l'accueille et où il reçoit la formation sacerdotale. En 1996, après son ordination, Olivier Leborgne est envoyé faire une licence canonique de théologie morale à la faculté de théologie de l'Institut catholique de Paris, qu'il validera en 1998.

### Prêtre du diocèse de Versailles
Il est ordonné prêtre le 29 juin 1991, pour le diocèse de Versailles, par Jean-Charles Thomas, alors évêque de Versailles.
Incardiné au diocèse, il est successivement : vicaire à la paroisse d’Élancourt-Maurepas (1991-1996), responsable diocésain pour la pastorale des jeunes (1996-1998) où parallèlement à partir de 1995 il devient conseiller religieux du secteur Yvelines-Ouest de l'association des guides et scouts d'Europe. Il est ensuite curé de la paroisse Sainte-Bernadette de Versailles de 1998 à 2003, puis vicaire épiscopal chargé de la formation jusqu'en 2004.

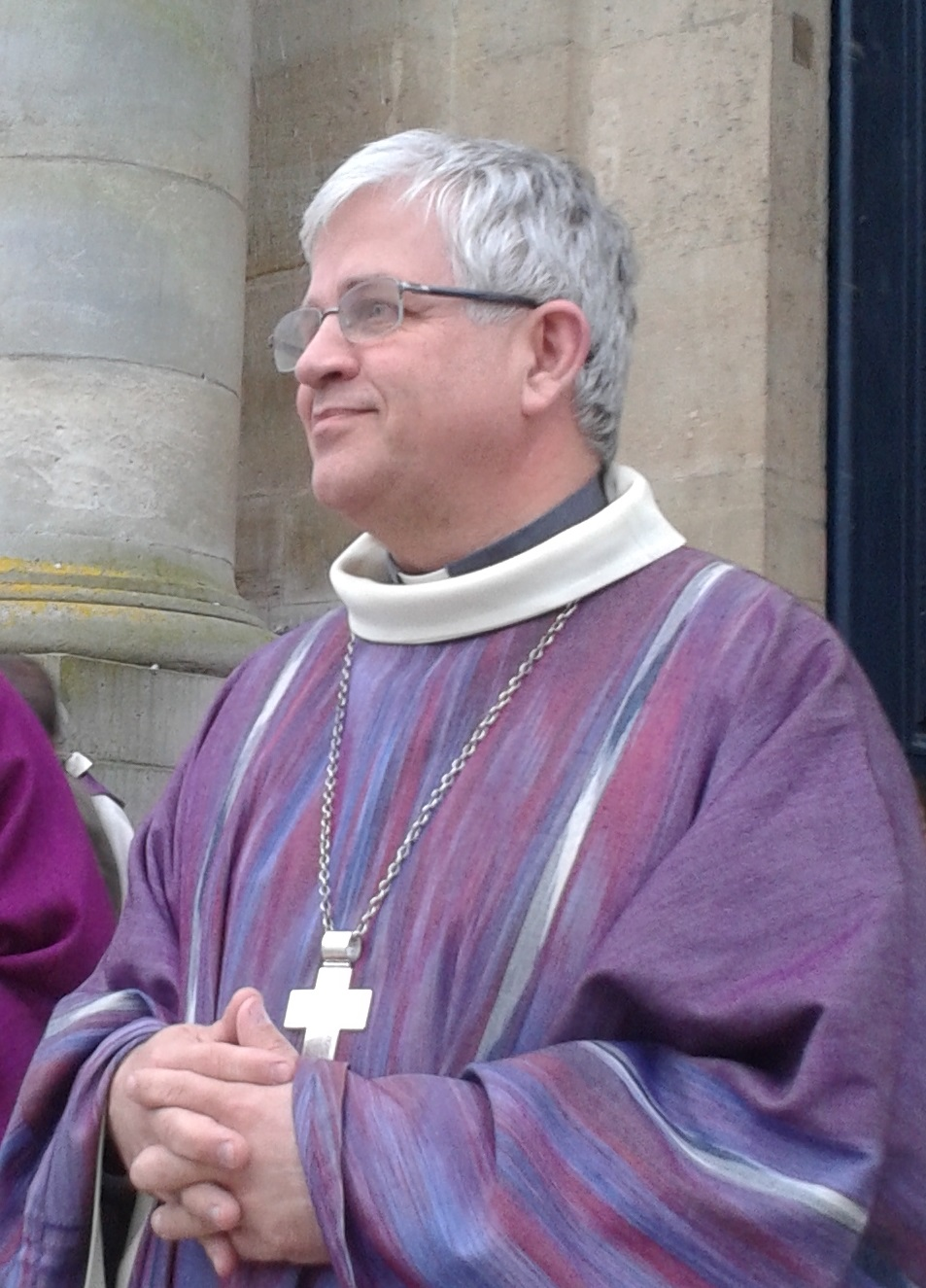
Olivier Leborgne le jour de son départ du diocèse de Versailles.

Fin 2003, Éric Aumonier lui demande d'être le vicaire général du diocèse, fonction qu'il accepte le 13 novembre 2003 ; il le reste jusqu'à sa nomination d'évêque. En tant que vicaire général du diocèse, il devient donc le bras droit de Aumonier. 
Il est également vicaire épiscopal pour les doyennés de Versailles (2005-2014) et du Vésinet (2010-2014). 
En septembre 2007, Éric Aumonier le nomme chanoine titulaire de la cathédrale Saint-Louis de Versailles. 
En 2010 et 2011, lors du synode du diocèse de Versailles, l'évêque le nomme secrétaire général du synode puis en 2012 conseiller ecclésiastique de la Confédération nationale des associations familiales catholiques,. Olivier Leborgne est depuis novembre 2012, prélat d'honneur de sa sainteté le pape.
Leborgne est appelé par le nonce apostolique en France, Luigi Ventura, le 21 janvier 2014, pour lui demander au nom du pape François de devenir le nouvel évêque d'Amiens, ce qu'il accepte. Il célèbre une messe d'action de grâce le 30 mars 2014 pour remercier le diocèse de Versailles et en prendre congé en la cathédrale Saint-Louis de Versailles.

### Évêque d'Amiens
Olivier Leborgne est ainsi nommé évêque d'Amiens le 20 février 2014 par le pape François,. Sa consécration épiscopale est présidée par son métropolitain Thierry Jordan, archevêque de Reims, assisté de Jean-Luc Bouilleret, son prédécesseur, et de Éric Aumonier son ancien évêque. Elle se déroule le 6 avril 2014 à 15h30 en la cathédrale d'Amiens en présence de 4 500 personnes, où il prend ainsi possession de son siège. Il choisit comme devise épiscopale « Serviteur, à cause de Jésus » tiré du deuxième épître aux Corinthiens, dans l'optique d'affermir l'union au Christ. 
Le jour de sa consécration épiscopale, les fidèles d'Amiens, pour l'accueillir, lui font don de plusieurs présents. Parmi eux, le maire de Fleury, agriculteur, lui offre un obus de la Première Guerre mondiale qu'il a déterré en labourant son champ et qui symbolise la « terre de souffrances » qu'a été l'Artois au XXe siècle. L'obus, laissé dans la sacristie, entraîne deux jours plus tard un plan déminage et l'évacuation de la cathédrale, à la suite de sa découverte par un guide.
Le jeudi 15 mai suivant, Olivier Leborgne pose la première pierre de la nouvelle maison diocésaine Saint-Firmin, qui est la fusion de l'évêché, du centre diocésain et du centre spirituel Saint-François-de-Sales dans l'ancien monastère de la Visitation d'Amiens, projet lancé par son prédécesseur Jean-Luc Bouilleret.
Olivier Leborgne avait choisi à son arrivée de maintenir le père Jean-Paul Gusching comme vicaire général du diocèse, mais à la suite de la nomination de celui-ci par le pape François comme nouvel évêque de Verdun, il nomme donc pour la rentrée 2014 le père Jean-Louis Brunel alors vicaire épiscopal comme son nouveau vicaire général. Il participe comme co-consécrateur auprès de Jean-Luc Bouilleret à l'ordination de Jean-Paul Gusching, le 21 septembre 2014.
En la fête de la Saint-Firmin en 2015, il promulgue sa première lettre pastorale « Laissez jaillir l'esprit », où il annonce pour 2017 un synode diocésain afin d'envisager l'avenir, notamment sur une réorganisation du diocèse.
Dans un entretien en janvier 2016, il explique ses objectifs et sa méthode pour le diocèse. Partant du constat de pauvreté du département, il explique chercher dans chacune de ses visites pastorales ce que peut faire chaque personne pour les encourager dans le lancement de nouveaux projets ; il image cet exemple du feu qu'on allume et qui irradie.
Au cours de la réunion plénière de la Conférence des évêques de France de mars 2017, il est élu président de la commission épiscopale pour la catéchèse et le catéchuménat pour un mandat de trois ans. Deux ans plus tard, il est élu vice-président de la CEF.

### Évêque d'Arras
Son installation a eu lieu le 25 octobre 2020 en la cathédrale d'Arras,. En décembre 2022, Olivier Leborgne, est chargé par Rome de l'enquête préliminaire qui décidera d'un éventuel procès canonique à l’encontre de Michel Santier, évêque émérite de Créteil, accusé d’abus sexuels.

## Rang ecclésiastique

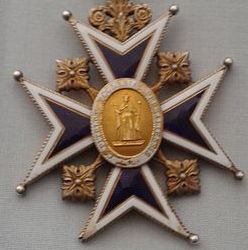
Croix des chanoines du chapitre de Versailles.

- : Prêtre de l'Église catholique - juin 1991[14]
- : Vicaire épiscopal - 2003[Note 3]
- : Chanoine de la cathédrale Saint-Louis de Versailles - septembre 2007[10]
- : Prélat d'honneur de sa Sainteté le Pape - 12 novembre 2012[28]
- : Évêque - avril 2014[14]

## Distinction
- Chevalier de la Légion d'honneur (3 juillet 2024)[29]

## Source
- Salle de presse du Vatican